# Place Casadesus
La place Casadesus est une voie publique située dans le 18e arrondissement de Paris, en France.

## Situation et accès
Elle débute au 10, allée des Brouillards et se termine au 10, rue Simon-Dereure.

## Origine du nom
Elle rend hommage à la famille Casadesus, dont les membres se sont distingués dans l'histoire de la musique en France.

## Historique
À l'origine partie de la rue Simon-Dereure et auparavant prolongation de la rue de l'Abreuvoir, elle avait reçu le nom de « place des Quatre-Frères-Casadesus » (Francis, Henri, Robert-Guillaume et Marcel) en 1973, avant d'être rebaptisée « place Casadesus » en 1995,,.